# ورزشگاه ثامر
ورزشگاه ثامر (به عربی: ملعب ثامر) ورزشگاهی چندمنظوره در السالمیه، کویت می‌باشد. امروزه از آن بیشتر برای برپایی مسابقه‌های فوتبال و به عنوان ورزشگاه خانگی السالمیه کویت استفاده می‌شود. این ورزشگاه گنجایش ۱۶٬۱۰۵ نفر تماشاچی را دارد.